# Свідерська Ольга Михайлівна
Ольга Михайлівна Свідерська (нар. 2 жовтня 1989, м. Кіровоград) — українська плавчиня, Заслужений майстер спорту України. Дворазова срібна призерка Літніх Паралімпійських ігор 2012 року, дворазова срібна та бронзова призерка Літніх Паралімпійських ігор 2016 року.
Займається у відділенні інваспорту в секції плавання Кропивницької ДЮСШ № 1 з 2006 року під керівництвом старшого тренера відділення, тренера вищої категорії Кузнецової Олени Анатоліївни. ДО 2006 року займалася плаванням у реабілітаційній ДЮСШ «Інваспорт».
Користується інвалідним візком.
2009 року закінчила навчання з відзнакою у Кропивницькому кооперативному коледжі, спеціальність «Облік та аудит».
Ольга Свідерська на чемпіонаті Європи серед спортсменів-інвалідів із ураженням опорно-рухового апарату 2011 р. у Берліні виборола 5 золотих та 1 срібну медалі, встановивши чотири рекорди — три світових і один європейський. Вона тріумфувала у класі нозології S3 на дистанціях: 50 м вільним стилем (встановила світовий рекорд); 100 м вільним стилем (встановила рекорд Європи); 200 м вільним стилем; у складі української команди в естафеті 4 по 50 м вільним стилем; у складі української команди в естафеті 4 по 50 м комбінованим плаванням (встановили світовий рекорд).
Срібну нагороду чемпіонату Європи Ольга Свідерська здобула на дистанції 50 м на спині.
Кропивницьку плавчиню разом із двома іншими українськими спортсменами визнано найкращими атлетами чемпіонату Європи з плавання 2011 року — мультимедалістами, які здобули найбільшу кількість нагород. Окрім Ольги Свідерської (5 золотих та 1 срібна нагорода) ними стали Євген Богодайко (8 золотих та 2 срібні нагороди) та Дмитро Виноградець (6 золотих та 1 срібна медаль).
У 2017 році стала Почесною громадянкою Кропивницького (першою після перейменування міста).

## Державні нагороди
- Орден княгині Ольги II ст. (4 жовтня 2016) — За досягнення високих спортивних результатів на XV літніх Паралімпійських іграх 2016 року в місті Ріо-де-Жанейро (Федеративна Республіка Бразилія), виявлені мужність, самовідданість та волю до перемоги, утвердження міжнародного авторитету України[4]
- Орден княгині Ольги III ст. (17 вересня 2012) — за досягнення високих спортивних результатів на XIV літніх Паралімпійських іграх у Лондоні, виявлені мужність, самовідданість та волю до перемоги, піднесення міжнародного авторитету України[5]
- Лауреат Премії Кабінету Міністрів України за особливі досягнення молоді у розбудові України (2012)[6].